# Zaid al-Bawardi
Zaid bin Majid bin Zaid al-Bawardi (arabisch زيد البواردي, DMG Zaid al-Bawāridī; * 26. Januar 1997 in Riad) ist ein saudi-arabischer Fußballtorhüter.

## Karriere

### Verein
Er wechselte zur Saison 2019/20 aus der U23 von al-Nassr in deren erste Mannschaft. Seit Oktober 2020 steht er im Kader von al-Shabab.

### Nationalmannschaft
Mit der U20 nahm er ohne Einsatz an der Weltmeisterschaft 2017 teil. Bei der U23 war er ohne Einsatz Teil des Kaders der Asienmeisterschaft 2018, den Asienspielen 2018 sowie der Asienmeisterschaft 2020. Lediglich in einem Freundschaftsspiel gegen Ägypten hütete er einmal für eine Spielhälfte das Tor.
Er wurde mehrfach ohne Einsatz für den Kader bei Länderspielen der A-Nationalmannschaft nominiert.
Er wurde ohne Einsatz für den Kader der Olympischen Spiele 2020 in Tokio nominiert.